# Веркендам
Веркендам (нід. Werkendam) — місто та колишній муніципалітет на півдні Нідерландів. Муніципалітет, який є частиною регіону 
Гойсден-ен-Альтена, містив значну частину району Де Бісбош, розташованого у провінції Північний Брабант, і мав загальну площу 124,7 км², близько 10% якої займала вода. 1 січня 2019 року він приєднався до Ваудрігем і Албург у новому муніципалітеті Альтена.